# Jay Lake
Joseph E. Lake, Jr. (Taiwán, 6 de junio de 1964  - Portland, Oregón, 1 de junio de 2014) fue un escritor y editor estadounidense de ciencia ficción y fantasía. 

## Biografía
Empezó la publicación de historias en el año 2001 con la historia "The Courtesy of Guests" y en el año 2003 ganó el concurso de escritores del futuro y además fue el ganador del premio John W. Campbell como mejor autor novel en el año 2004. El haber sido ganador lo inspiró en crear un set de artefactos alrededor del premio, incluida la tiara de Campbell, la cual pasa de ganador a ganador cuando el oficial de Campbell los nominaba. Los escritos iniciales de Lake, fueron considerados no tradicionales siendo coleccionados en Gretings de Frank Wu y también ilustrados por Frank Wu. En ese tiempo, Lake también fue coeditor de las series de Antología de Polifonía y otras variedades de Antología con Deborah Layne. Su primera novela, Rocket Science, fue publicada en el 2005. Las demás novelas de Lake, se encuentran incluidas en la serie de libros denominada The City Imperishables, The Mainspring Universe y The Green Universe, así como el stand en solitario The Specific Gravity of Grief.
En 2003 ganó el concurso Escritores del futuro "Writers of the Future" y en 2004 el premio John W. Campbell al mejor escritor novel de ciencia ficción. Vivió en Portland, donde se desempeñó como gerente de producción de una empresa de servicios. Lake había sido nominado para ambos: Hugo y la Nébula por su novela "The Stars Do Not Lie" y había también recibido nominaciones para el premio del Mundo de la Fantasía, como el premio John W. Campbell Memorial, el premio Theodore Sturgeon Memorial y el premio Sidewise. Su novela en el año 2003 "Into the Gardens of Sweet Night" fue ganadora de los escritores del futuro y fue nominada al Hugo. Lake fue popular entre autores y fanes y junto con su amigo Ken Scholes en el año 2011 recibió el premio Hugo en ceremonia en Reno, Nevada.
Lake apareció en varias publicaciones, incluyendo Postscripts, Realms of Fantasy, Interzone, Strange Horizons, Asimov's Science Fiction, Nemonymous y Mammoth Book of Best New Horror. Fue el editor de la serie Polyphony, de Wheatland Press, además de trabajar en la Internet Review of Science Fiction.

### Enfermedad
En el año 2008, a Jay Lake se le hace el diagnóstico de cáncer de colon siendo abierto hacia su diagnóstico y tratamiento por varios años. Él utilizó su genoma secuencial en la esperanza de encontrar un tratamiento que sirviera para ayudar a las futuras víctimas de cáncer, donando Lake 50,000 dólares. Por ese tiempo, Producciones Waterloo, inició un trabajo en forma de documental con seguimiento en la batalla de Laker contra el cáncer de colon, titulado como Lakeside. Una parte de este film, fue mostrado en LoneStarCon con su esquema final para 2014.

### Fallecimiento
Finalmente, Jay Lake perdió la batalla contra esa enfermedad y falleció el día 1° de junio del año 2014, a cinco días de cumplir 50 años, en Portland, Oregón. Stven Gould, Presidente de SFWA mencionó: "Ahora que sabemos que él se ha ido, la pérdida de un amigo y colega es devastadora. Los directores y equipo de SFWA, damos nuestras más profundas condolescencias a su familia y amigos".

## Obras
The City Imperishable
- 2006 - Trial of Flowers
- 2009 - Madness of Flowers
- 2011 - Reign of Flowers

Lake también tiene otros tres libros y al menos dos relatos cortos que tienen lugar en The City Imperishable:
- 2004 - The Soul Bottles
- 2008 - Promises: A Tale of the City Imperishable

Mainspring Universe
- 2007 - Mainspring
- 2008 - Escapement
- 2010 - Pinion

Lake también tiene otros libros escritos que tienen lugar en Mainspring Universe, entre los que se encuentran las novelas:
- 2008 - Chain of Fools
- 2009 - Chain of Stars

Green Universe
- 2009 - Green
- 2011 - Endurance
- Tercer libro sin título

Además, Lake también escribió otra historia ambientada en Green Universe: 
- 2008 - A Water Matter

Andere boeken
- 2005 - Rocket Science
- 2009 - Death of a Starship
- 2011 - The Baby Killers
- The Specific Gravity of Grief (inédita)

Collecties
- 2003 - Greetings From Lake Wu
- 2006 - Green Grow the Rushes-Oh
- 2004 - American Sorrows
- 2004 - Dogs in the Moonlight
- 2007 - The River Knows Its Own
- 2010 - The Sky That Wraps